# Formica lugubris
Formica lugubris es una especie de hormiga del género Formica, familia Formicidae. Fue descrita científicamente por Zetterstedt en 1838.
Se distribuye por Canadá, China, Mongolia, Corea del Norte, Corea del Sur, Turquía, Albania, Andorra, Austria, Bielorrusia, Bulgaria, Croacia, República Checa, Estonia, Finlandia, Francia, Alemania, Grecia, Irlanda, Italia, Letonia, Montenegro, Noruega, Polonia, Rumania, Rusia, Serbia, Eslovaquia, Eslovenia, España, Suecia, Suiza, Ucrania y Reino Unido. Se ha encontrado a elevaciones de hasta 2500 metros. Vive en microhábitats como rocas, piedras, montículos, nidos y forraje.